# Нови, Паоло да
Паоло да Нови (итал. Paolo da Novi; Нови-Лигуре, 1440 — Генуя, 1507) — дож Генуэзской республики.

## Биография
Паоло происходил из Нови-Лигуре и вместе со своей семьёй переехал в Геную, где он работал красильщиком шёлка. В конце XIV века он сделал военную карьеру и получил назначение в качестве капитана войск, защищавших лигурийское побережье.
В Генуе, подчинённой администрации короля Франции Людовика XII и управляемой французскими губернаторами и наместниками, Паоло да Нови стал одним из главных героев народного восстания (в действительности восстание было инициировано средним классом, желавшим получить доступ к власти за счёт старой городской аристократии).
В 1507 году восстание вынудило французского губернатора Филиппа Роккабертена бежать из города вместе с лидерами семьи Фиески, главной опоры французского короля в Генуе, и горожане избрали Народное правительство. На встрече 10 апреля в церкви Санта-Мария-ди-Кастелло народ избрал восемь трибунов, а Паоло да Нови, один из трибунов, за свой скромность и простоту был избран первым «Doge del popolo» — «народным дожем», 42-м в истории Генуи.
В период своего краткого правления — всего 17 дней — Паоло, человек мудрый и благоразумный, пытался содействовать реформам в пользу народа и мирного сосуществования, заново сформировать оскудевшую государственную казну за счёт договоров с Банком Сан-Джорджо. Однако уже 27 апреля 1507 года французские солдаты и старая знать и часть новой знати, недовольной реформами Паоло, смогли вернуть себе контроль над городом. Свёрнутый Паоло да Нови бежал в Тоскану в надежде добраться до Рима и получить помощь папы Юлия II, враждебного Франции, для чего взошёл на борт бригантины в Пизе. Генуя — теперь во главе с губернатором Филиппом Клевским — предложила большое вознаграждение за его поимку (800 крон), и капитан судна Корцетто привёз Паоло в Геную.
Вновь укрепившиеся в Генуе Фиески стали распространяли ложные документы, доказывавшие измену Паоло республике. Запертый в башне Гримальдина Паоло да Нови был обезглавлен на площади перед Дворцом дожей (ныне Пьяцца Маттеотти) 10 июля 1507 года. Его тело было четвертовано, и каждая из четырёх частей был помещён у ворот города, в то время как голову насадили на пику и выставили на башне Гримальдина. Паоло да Нови стал первым казнённым дожем.
Ныне имя Паоло да Нови носят площади в Генуе и Нови-Лигуре, а также улица в окрестностях генуэзского замка.